# ذبول

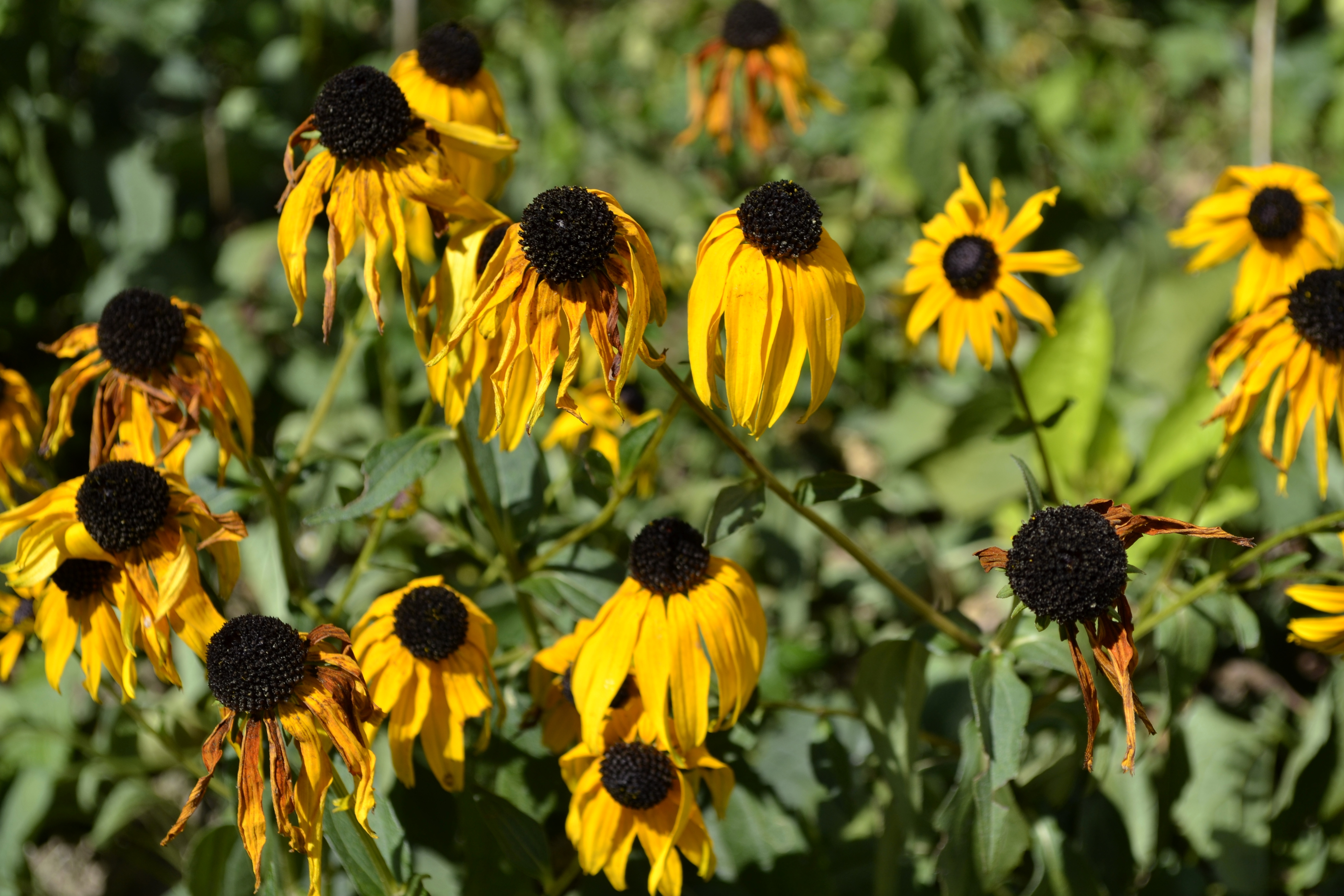
أزهار ذابلة لنبات دوار الشمس بسبب قيظ الصيف.

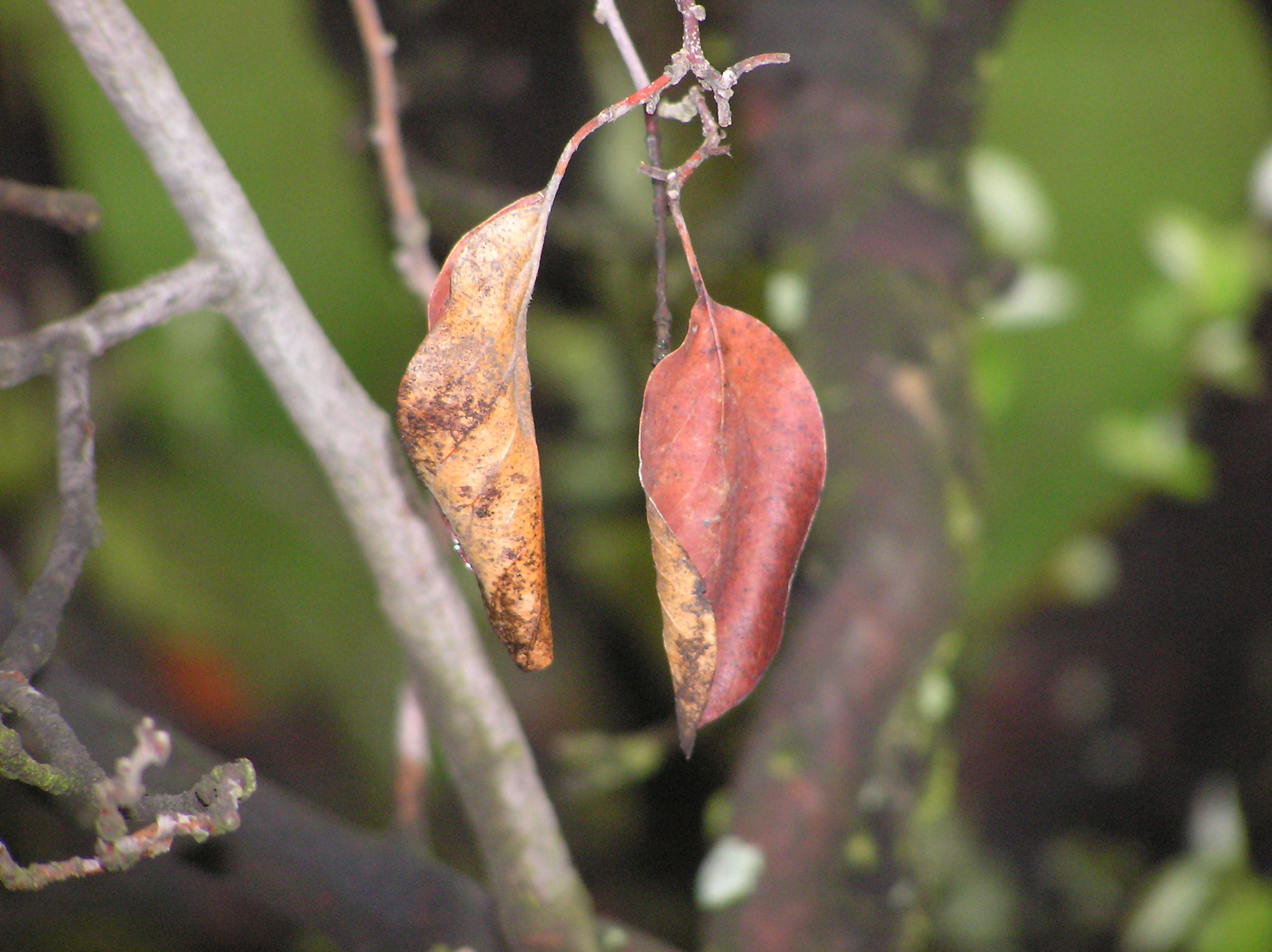
أوراق ذابلة على فرع من شجرة تين.

الذبول في النباتات هو فقدان قوام الأجزاء غير المتخشبة في النباتات، ويحدث عندما ينخفض ضغط الامتلاء في الخلايا النباتية غير الحاوية على الليغنين إلى درجة قريبة من الصفر، وذلك كنتيجة لانعدام الماء فيها. أو أم يكون معدل فقدان الماء من النبات أكبر من معدل الحصول عليه بالامتصاص.
يقلل الذبول من قدرة النبات على النتح والنمو. في حين أن الذبول الدائم المستمر يؤدي في النهاية إلى الموت. تتشابه أعراض الذبول على العموم مع اللفحة النباتية. أما في النباتات الخشبية فيؤدي الذبول بسبب شح المياه إلى تكهف النسيج الوعائي الخشبي.

## الأسباب
تحدث حالة شح الماء في النبات بسبب 
- حالات القحط التي تحدث عندما تنخفض رطوبة التربة إلى دون مستوى يؤهل للحفاظ على أداء النبات وظائفه الطبيعية.
- ازدياد الملوحة، مما يؤدي إلى انتشار الماء من خلايا النبات مما يقلص من الحجم.
- حالات التربة المشبعة، عندما تصبح الجذور غير قادرة على الحصول على أكسجين كافي من أجل التنفس الخلوي، بالتالي غير قادرة على نقل الماء إلى النبات.
- البكتريا أو الفطريات التي تسد أنظمة النباتات الوعائية.

## اقرأ أيضاً
- ذبول ستيوارتي
- ذبول كبكوبي
- نقطة الذبول الدائم
- ذابل متصل
- ازهرار